# 佐野健太郎
佐野 健太郎（さの けんたろう、 - ）は高知大学人文社会科学部の准教授。専門: 中国経済論、地域経済論

## 略歴
1983年 中央大学商学部卒業 1986年 中央大学大学院商学研究科修士課程修了 1990年 高知大学人文学部着任。